# Elecciones provinciales de Argentina de 2019
Las elecciones provinciales de Argentina de 2019 se refieren a la votación para designar a las autoridades ejecutivas y legislativas de la Ciudad Autónoma de Buenos Aires y la mayoría de las provincias, excepto Corrientes y Santiago del Estero, que eligieron a sus autoridades ejecutivas en 2017.

## Cronograma
| Distrito                             | Fecha                    | Gobernador                  | Partido  | Partido                          | Alianza nacional | Alianza nacional     | Diputados | Senadores | Consulta Popular |
| ------------------------------------ | ------------------------ | --------------------------- | -------- | -------------------------------- | ---------------- | -------------------- | --------- | --------- | ---------------- |
| Buenos Aires (Ver detalle)           | 27 de octubre de 2019    | Axel Kicillof               |          | Independiente                    |                  | Frente de Todos      | 46        | 23        | No elige         |
| Ciudad de Buenos Aires (Ver detalle) | 27 de octubre de 2019    | Horacio Rodríguez Larreta R |          | Propuesta Republicana            |                  | Juntos por el Cambio | 30        | No elige  | No elige         |
| Catamarca (Ver detalle)              | 27 de octubre de 2019    | Raúl Jalil                  |          | Partido Justicialista            |                  | Frente de Todos      | 20        | 8         | No elige         |
| Chaco (Ver detalle)                  | 13 de octubre de 2019    | Jorge Capitanich            |          | Partido Justicialista            |                  | Frente de Todos      | 16        | No elige  | No elige         |
| Chubut (Ver detalle)                 | 9 de junio de 2019       | Mariano Arcioni             |          | Chubut Somos Todos               |                  | Sin alianza nacional | 27        | No elige  | No elige         |
| Córdoba (Ver detalle)                | 12 de mayo de 2019       | Juan Schiaretti R           |          | Partido Justicialista            |                  | Sin alianza nacional | 70        | No elige  | No elige         |
| Corrientes                           | 2 de junio de 2019       | No elige                    | 15       | 5                                | No elige         |                      |           |           |                  |
| Entre Ríos (Ver detalle)             | 9 de junio de 2019       | Gustavo Bordet R            |          | Partido Justicialista            |                  | Frente de Todos      | 34        | 17        | No elige         |
| Formosa (Ver detalle)                | 16 de junio de 2019      | Gildo Insfrán R             |          | Partido Justicialista            |                  | Frente de Todos      | 15        | No elige  | No elige         |
| Jujuy (Ver detalle)                  | 9 de junio de 2019       | Gerardo Morales R           |          | Unión Cívica Radical             |                  | Juntos por el Cambio | 24        | No elige  | No elige         |
| La Pampa (Ver detalle)               | 19 de mayo de 2019       | Sergio Ziliotto             |          | Partido Justicialista            |                  | Frente de Todos      | 30        | No elige  | No elige         |
| La Rioja (Ver detalle)               | 27 de enero de 2019      | No elige                    | No elige | No elige                         | Sí               |                      |           |           |                  |
| La Rioja (Ver detalle)               | 27 de octubre de 2019    | Ricardo Quintela            |          | Partido Justicialista            |                  | Frente de Todos      | 18        | No elige  | No elige         |
| Mendoza (Ver detalle)                | 29 de septiembre de 2019 | Rodolfo Suárez              |          | Unión Cívica Radical             |                  | Juntos por el Cambio | 24        | 19        | No elige         |
| Misiones (Ver detalle)               | 2 de junio de 2019       | Oscar Herrera Ahuad         |          | Partido de la Concordia Social   |                  | Sin alianza nacional | 20        | No elige  | No elige         |
| Neuquén (Ver detalle)                | 10 de marzo de 2019      | Omar Gutiérrez R            |          | Movimiento Popular Neuquino      |                  | Sin alianza nacional | 35        | No elige  | No elige         |
| Río Negro (Ver detalle)              | 7 de abril de 2019       | Arabela Carreras            |          | Juntos Somos Río Negro           |                  | Sin alianza nacional | 46        | No elige  | No elige         |
| Salta (Ver detalle)                  | 10 de noviembre de 2019  | Gustavo Sáenz               |          | Partido Identidad Salteña        |                  | Sin alianza nacional | 30        | 11        | No elige         |
| San Juan (Ver detalle)               | 2 de junio de 2019       | Sergio Uñac R               |          | Partido Justicialista            |                  | Frente de Todos      | 36        | No elige  | No elige         |
| San Luis (Ver detalle)               | 16 de junio de 2019      | Alberto Rodríguez Saá R     |          | Partido Justicialista            |                  | Frente de Todos      | 21        | 5         | No elige         |
| Santa Cruz (Ver detalle)             | 11 de agosto de 2019     | Alicia Kirchner R           |          | Kolina                           |                  | Frente de Todos      | 24        | No elige  | No elige         |
| Santa Fe (Ver detalle)               | 16 de junio de 2019      | Omar Perotti                |          | Partido Justicialista            |                  | Frente de Todos      | 50        | 19        | No elige         |
| Tierra del Fuego (Ver detalle)       | 16 de junio de 2019      | Gustavo Melella             |          | Partido de la Concertación FORJA |                  | Frente de Todos      | 15        | No elige  | No elige         |
| Tucumán (Ver detalle)                | 9 de junio de 2019       | Juan Luis Manzur R          |          | Partido Justicialista            |                  | Frente de Todos      | 49        | No elige  | No elige         |
| R: Reelecto                          |                          |                             |          |                                  |                  |                      |           |           |                  |

## Corrientes
En la provincia de Corrientes se realizaron elecciones para elegir:
- 15 diputados, la mitad de los 30 miembros de la Cámara de Diputados Provincial, electos por toda la provincia.
- 5 senadores, un tercio de los 15 miembros del Senado Provincial, electos por toda la provincia.

### Cámara de Diputados
|  | 17,13 % |

|  | 5,75 % |

|  | 3,54 % |

|  | 3,32 % |

|  | 3,19 % |

|  | 2,45 % |

|  | 2,44 % |

|  | 2,11 % |

|  | 1,96 % |

|  | 1,91 % |

|  | 1,86 % |

|  | 1,75 % |

|  | 1,56 % |

|  | 1,51 % |

|  | 1,48 % |

|  | 1,46 % |

|  | 1,25 % |

|  | 1,10 % |

|  | 1,07 % |

|  | 0,95 % |

|  | 0,81 % |

|  | 0,45 % |

|  | 0,44 % |

|  | 0,44 % |

|  | 0,30 % |

|  | 60,22 % |

|  | 11,82 % |

|  | 7,48 % |

|  | 19,31 % |

|  | 2,23 % |

|  | 2,04 % |

|  | 2,04 % |

|  | 1,24 % |

|  | 1,23 % |

|  | 8,78 % |

|  | 2,38 % |

|  | 2,21 % |

|  | 4,59 % |

|  | 1,51 % |

|  | 0,97 % |

|  | 0,70 % |

|  | 3,18 % |

|  | 1,74 % |

|  | 0,66 % |

|  | 2,40 % |

|  | 1,51 % |

|  | 92,45 % |

|  | 4,97 % |

|  | 2,58 % |

|  | 70,01 % |

|  | 100 % |

### Cámara de Senadores
|  | 17,15 % |

|  | 5,67 % |

|  | 3,52 % |

|  | 3,27 % |

|  | 3,16 % |

|  | 2,45 % |

|  | 2,45 % |

|  | 2,11 % |

|  | 1,93 % |

|  | 1,91 % |

|  | 1,86 % |

|  | 1,75 % |

|  | 1,56 % |

|  | 1,51 % |

|  | 1,48 % |

|  | 1,46 % |

|  | 1,25 % |

|  | 1,09 % |

|  | 1,06 % |

|  | 0,94 % |

|  | 0,84 % |

|  | 0,45 % |

|  | 0,44 % |

|  | 0,40 % |

|  | 0,30 % |

|  | 60,00 % |

|  | 11,86 % |

|  | 7,50 % |

|  | 19,36 % |

|  | 2,25 % |

|  | 2,06 % |

|  | 2,06 % |

|  | 1,25 % |

|  | 1,24 % |

|  | 8,86 % |

|  | 2,39 % |

|  | 2,23 % |

|  | 4,62 % |

|  | 1,56 % |

|  | 1,01 % |

|  | 0,72 % |

|  | 3,30 % |

|  | 1,73 % |

|  | 0,66 % |

|  | 2,39 % |

|  | 1,46 % |

|  | 92,54 % |

|  | 4,51 % |

|  | 2,95 % |

|  | 70,02 % |

|  | 100 % |